# Бэла (балет, 1955)
«Бэла» — балет в 3 актах и 5 картинах на музыку советского композитора Бориса Мошкова. За основу либретто, написанного П. Чеботарёвым и Т. Е. Рамоновой, взят сюжет одноимённого рассказа из романа «Герой нашего времени» М. Ю. Лермонтова.

## История
Премьера балетного спектакля, поставленного Т. Рамоновой, состоялась 3 марта 1955 года в Пермском театре оперы и балета (дирижёр Э. Э. Гольдберг, художник Б. А. Матрунин). Образы героев балета воплотили следующие исполнители: Т. Х. Кушаева (Бэла), И. А. Воронин, Н. Ф. Орешкевич (Печорин), Н. П. Шулаев (Азамат), Л. Г. Таубе (Казбич), М. Б. Подкина, А. Н. Кокурина (Тамара). Отличием балетной постановки от произведения Лермонтова стало появление в ней сестры Бэлы, что в некоторой степени изменило сюжет балета по сравнению с литературным первоисточником.
Коллектив Пермского театра за постановку балета «Бэла» удостоился премии на Всесоюзном фестивале музыкальных и драматических театров в 1957 году.

## Критика
Советский балетовед Николай Эльяш «существенным недочётом спектакля» назвал решение массовых сцен, а к недостаткам либретто отнёс образ Печорина в финале балета и эпизод появления в крепости Тамары (сестры Бэлы), который, по мнению критика, «снижает драматическое напряжение действия». В то же время рецензент посчитал удачным пролог спектакля, в котором демонстрируются эпизоды прошлого Печорина, а также отметил лирические сцены в партитуре балета.
По словам авторов Лермонтовской энциклопедии, «партитура Мошкова отличается обилием разнообразных по характеру и ритмическому рисунку танцев и, что особенно привлекательно, умелым использованием кавказского фольклора».